# Storia di Torregrotta

Panorama di Torregrotta nella seconda metà degli anni quaranta del novecento

La storia di Torregrotta ha inizio in età romana con la formazione dei primi latifondi e comprende le vicende storiche e sociali che si sono succedute fino ai nostri giorni nell'ambito del territorio comunale e ad esso strettamente collegate. Sin dal medioevo e per tutta l'età moderna l'area fu soggetta alla giurisdizione del feudo di Santa Maria della Scala e, in misura minore, di quello di Rocca. La popolazione, prevalentemente contadina, si concentrò nel Casale del feudo Scala, abbandonandolo a partire dal XIV secolo. L'odierno centro abitato nacque soltanto all'inizio del 1500 quando il Casale fu riedificato per volere dell'imperatore Carlo V e si sviluppo nel corso dei secoli successivi. Con il dissolvimento dei feudi in seguito alle riforme amministrative dei Borbone, il Casale, chiamato Torre, e i suoi possedimenti passarono sotto il controllo del Comune di Roccavaldina. A partire dalla seconda metà dell'ottocento, lo sviluppo sociale ed economico di Torre, ormai divenuta Torregrotta, causò una serie di contrasti con Roccavaldina, dapprima in ambito religioso e poi in quello civile, che culminarono nella scissione amministrativa delle due comunità nel 1923.

## Età Antica
Nel canto XII dell’Odissea, Omero narra che Ulisse dopo aver affrontato Scilla e Cariddi approdò sull'isola di Trinacria. Qui i suoi compagni, ignorando gli avvertimenti ricevuti da Tiresia e Circe, catturarono e uccisero per cibarsene alcuni capi della sacra mandria del dio del sole Elio.
L’episodio è spazialmente collegato al breve tratto di costa siciliana compresa tra Giammoro e Venetico, inclusa quella Torrese, presso la quale si verifica annualmente, in diversi episodi, il fenomeno dei Purgamenta cioè il deposito sulle spiagge di alghe marine dal colore scuro. Di tale manifestazione naturale scrisse Plinio il Vecchio il quale, ribadendo ciò che aveva sostenuto in precedenza Seneca, afferma che:
(Plinio il Vecchio, Naturalis historia, II, 98)
Gli autori latini credevano che in questa zona sorgesse anche un tempio dedicato a Diana (Artemide per i greci) con il titolo di Facellina, il cui culto era tra i più importanti in Sicilia, e che nelle sue adiacenze si trovasse la piccola città di Artemisio nella quale, secondo lo storico romano Appiano Alessandrino:
(Appiano Alessandrino, De bellis civilibus, V, 484)
Ha suscitato interesse negli storici anche una frase di Vibio Sequestre, il quale racconta del fiume:
(Vibio Sequestre, De fluminibus, 124)
Nel corso dei secoli diversi studiosi hanno avanzato svariate ipotesi, spesso duramente criticate, circa l’individuazione del complesso sacro a Diana e del fiume Fetelino; quest’ultimo viene identificato da molti storici nel torrente Niceto, nelle cui vicinanze è ritenuto dovesse trovarsi Artemisio e il tempio ad esso collegato. Tuttavia la mancanza di prove archeologiche inconfutabili non ha permesso di stabilire l’esatta localizzazione, né di escludere che Torregrotta possa essere il sito dell’antico Artemisio che, a parere degli storici, potrebbe trovarsi proprio sotto un centro abitato più recente, il quale ha ricoperto e cancellato l’antico insediamento, oppure al di sotto di una profonda coltre di suolo.

### Ipotesi sui primi insediamenti
In territorio torrese non sono mai stati ufficialmente scoperti reperti archeologici che possano attestare l'esistenza di gruppi umani stanziali durante l'età antica. L'ipotesi degli storiografi è che già in epoca preellenica sul territorio vi fosse una frequentazione umana. Ciò potrebbe essere testimoniato da resti di tombe sicane presenti nella porzione di versante collinare compreso tra Torregrotta e la frazione Cardà del comune di Roccavaldina. Ai Sicani si sostituirono i Siculi. e successivamente i Greci
Durante il periodo greco-siceliota è concordemente accettata l'idea secondo cui nel territorio della piana di Torregrotta, lungo tutto il corso del torrente Niceto e sul suolo torrese stesso, vi fossero dei piccoli insediamenti rurali di contadini. Ne costituisce indizio la scoperta nel 1949 di diverse monete d'argento e di bronzo risalenti indicativamente al 339 a.C. avvenuta nel limitrofo comune di Monforte San Giorgio. Inoltre è stato provato che già prima del 396 a.C. al porto di Messina arrivavano grandi quantità di prodotti agricoli e che questi provenivano dall'entroterra nord-orientale della Sicilia. L'attività agricola della zona trova anche giustificazione nel fatto che i suoli della valle erano particolarmente fertili grazie all'abbondanza d'acqua garantita dal Niceto.

### I latifondi romani
Con la conquista romana, avvenuta nel 260 a.C. dopo la battaglia di Milazzo, la parte costiera subì un processo di bonifica e disboscamento dovuto principalmente a scopi militari. Nel 210 a.C. infatti furono avviati i lavori per la realizzazione della Via Valeria che, ricalcando all'incirca l'attuale tracciato della Strada Statale 113, consentiva il transito di grossi carri e macchine da guerra.
Dopo la seconda guerra punica nel territorio dell'odierno comune si formarono dei latifondi con la creazione molto probabile di un insediamento abitativo permanente. L'intera zona, comprendente sia il suolo torrese che quello di altri attuali comuni limitrofi, fu denominata Lavina dal nome del corso d'acqua, oggi soltanto un piccolo ruscello, che scorre ai margini di Torregrotta e che, secondo le ipotesi degli storici, durate l'antichità fu tra i più importanti del circondario soprattutto dal punto di vista economico.
Per facilitare i trasferimenti della mano d'opera impegnata nei lavori, fu fondato un pagus, ovvero un piccolo accampamento, su una collina circostante, forse non molto lontano dall'attuale Roccavaldina.
Non è chiaro chi fossero i proprietari dei latifondi: potrebbero essere stati assegnati ad un tribuno poiché era prassi ripartire i territori conquistati tra i capi militari che durante la guerra avevano dato dimostrazione del proprio valore oppure affittati ad alcuni ricchi romani che avevano offerto denaro per sovvenzionare le spese della guerra Annibalica.
Due secoli dopo, nel 36 a.C., nelle acque antistanti Torregrotta si svolse la famosa battaglia di Nauloco, decisiva nella guerra civile fra Cesare Ottaviano e Sesto Pompeo. Prima della battaglia, le 300 navi di Pompeo di rifugiarono presso Nauloco, un'antica città scomparsa sulla quale sono state formulate diverse ipotesi per l'individuazione della sua esatta posizione.

## Età Medievale

### Dal Casale del Conte a Rachal Elmelum
Alla caduta dell'Impero Romano d'Occidente il territorio chiamato Lavina, di cui l'odierno comune faceva parte, cadde prima in mano degli Ostrogoti, che nel 476 avevano occupato la Sicilia, e poi dei Bizantini. L'area attorno al torrente Lavina fu quindi concessa ad un tribuno e nominata Casale del Conte (Casale Comitis) in onore del nuovo possidente che fu anche un cortigiano di palazzo dell'imperatore Giustiniano I. Il casale era un piccolo centro abitato circondato da una vasta estensione di terreno agricolo in cui vivevano dei villani dediti alla coltivazione della terra. Sotto l'impero bizantino vi furono diversi secoli di pace e stabilita fino all'827 quando iniziò l'invasione della Sicilia da parte dei Saraceni che raggiunsero il Casale del Conte soltanto intorno all'anno 870. Gli Arabi, che importarono gli usi e costumi del loro luogo di origine, rasero al suolo il Casale e si insediarono nell'odierna contrada torrese di Radali, sulla cima di una collina da cui si domina l'odierna città, poiché preferivano le basse alture vicino ai fiumi. L'intera zona fu rinominata Rachal Elmelum o più probabilmente Rahl el Melum, locuzione strettamente collegata a Radali che è una chiara evoluzione linguistica dell'originario Rahl, termine con il quale si indicavano piccole località abitate. Secondo la tradizione, sotto la dominazione araba vennero per la prima volta coltivate le sbergie.

### Il feudo di Santa Maria della Scala
La dominazione islamica durò fino al 1061 quando i Normanni guidati da Ruggero d’Altavilla diedero avvio alla conquista della Sicilia. I nuovi governanti, di fede Cristiana, per facilitare la conversione religiosa della popolazione, agevolarono la nascita dei monasteri ai quali dispensarono anche ampie porzioni rurali di territorio. Ragione per cui, nel marzo del 1168, il Re normanno di Sicilia Guglielmo II, ancora quindicenne, e la madre Regina Margherita di Navarra concedettero e donarono al monastero benedettino di Santa Maria della Scala di Messina l'antico Casale bizantino:
(Documento di concessione di Guglielmo II del marzo 1168)
La donazione, riconfermata in seguito anche dall'imperatore Enrico VI, rappresentò la nascita del feudo di Santa Maria della Scala, o semplicemente feudo Scala, al quale tuttavia fu attribuita questa denominazione soltanto nei secoli successivi. Il feudo comprendeva le attuali frazioni Fondachello e Tracoccia del Comune di Valdina e la gran parte del territorio torrese, dalla costa fino all'incirca l'odierna via Libertà, ovvero nei pressi del palazzo ex Asilo Infantile. Da quest'ultima via, verso sud, si estendeva il demanio reale di Rametta (odierna Rometta) che includeva tutti i territori compresi tra il torrente Gallo e il torrente Muto. Nei territori del Casale, grazie alla «manodopera professionale» che qui abitava sin dalle epoche precedenti ma di cui è ignota la reale entità numerica, fu avviata prontamente la produzione agricola senza l'investimento di ingenti somme di denaro. Le religiose benedettine furono anche esentate dal pagamento dei tributi, che di solito erano obbligatori per coloro che ricevevano donazioni da parte del sovrano.
Il 13 gennaio 1196, la Regina Costanza per scongiurare che il Casale venisse sottratto alle monache riconfermò la donazione fatta dai suoi due predecessori estendendo i confini alla vasta tenuta di Niceta. Quest'ultima si trovava nell'odierno comune di Monforte San Giorgio e fu portata in dote al monastero da una suora di nome Maria.
Anche Federico II, primo Re di Sicilia della dinastia Sveva e figlio di Costanza, confermò le precedenti donazioni nell'agosto del 1209, quando era ancora minorenne. Lo stesso Federico, ormai raggiunta la maggiore età, durante un'assise tenutasi a Capua nel 1220, ordinò la revoca di tutti i privilegi da lui concessi fino a quel momento poiché molti di questi erano stati estorti con mistificazioni e inganni. Sicché l'11 luglio 1221, dopo aver ricevuto le suore Margherita e Caterina e preso visione dei documenti inviati dalla badessa Barbara, riconfermò per la seconda volta l'elargizione del Casale Comitis alle monache di Santa Maria della Scala. In seguito, nel periodo in cui i rapporti tra il papato e Federico II furono apertamente ostili a causa della scomunica di quest'ultimo, il sovrano lasciò che i beni della chiesa fossero razziati; così un giudice messinese, Afranione de Porta, approfittando della situazione si impadronì del feudo Scala, la cui proprietà passò poi al figlio Bartolomeo. Alla morte dell'imperatore il Casale fu occupato da un gruppo di messinesi finché il 10 giugno 1267, il legato pontificio in Sicilia, Cardinale Rodolfo de Chevrières, mandato sull'isola per reintegrare i beni ecclesiastici derubati dai feudatari laici, emise una sentenza in cui stabilì la restituzione del feudo alle legittime proprietarie. Frattanto l'insediamento del nuovo Re Carlo I d'Angiò, avvenuto nel 1266, aveva aperto il breve periodo Angioino nel corso del quale le religiose del monastero di Santa Maria della Scala non riuscirono a tornare in possesso del Casale: il sovrano, infatti, simulava di approvare le sentenze ma non ne ordinava l'effettiva attuazione. Nell'incertezza, il casale fu nuovamente usurpato dal nipote del giudice Afranione de Porta.
Dopo i Vespri Siciliani del 1282, il trono di Sicilia fu avocato da Pietro III, inaugurando la stagione della dinastia Aragonese. Il 3 aprile 1289, durante il regno di Giacomo II d'Aragona, i giudici di Monforte, Bonsignorino de Neapoli e Joannes de Peretti, riconsegnarono il Casale alle suore di Santa Maria della Scala, in conseguenza di una sentenza della Magna Regia Curia e a distanza di 22 anni da quella del Cardinale de Chevrières.

### Il feudo di Rocca e la storica divisione
Agli inizi del XIV secolo, il nuovo re di Sicilia Federico III concesse parte del demanio occidentale di Rometta al cavaliere pisano Giovanni La Rocca e al genovese Giovanni Mauro, entrambi suoi convinti assertori. I due feudatari costituirono due nuovi feudi a al loro interno edificarono dei Casali ai quali fu attribuito il nome dei rispettivi proprietari: Rocca (odierna Roccavaldina) e Maurojanni (odierna Valdina). Quest'ultimo fu successivamente aggregato al primo formando un unico feudo. Il feudo di Rocca comprendeva l'estrema porzione meridionale dell'attuale territorio di Torregrotta che, a partire dal XIV secolo, vide quindi la presenza di due distinte proprietà: da un lato il già menzionato Casale del Conte, amministrato dal monastero messinese di Santa Maria della Scala, dall'altro la terra di Rocca. L'esatto confine divisorio tra i due possedimenti è alquanto incerto: gli storici hanno ipotizzato che fosse la via Bucceri (odierna via Mezzasalma) oppure si trovasse all'altezza del palazzo ex Asilo Infantile. Nel centro storico torrese esistono comunque due zone adiacenti denominate Barone e Badessa, testimonianza della storica divisione.
Durante il periodo Aragonese il feudo di Rocca fu amministrato da vari feudatari: a Giovanni La Rocca si sostituirono infatti Nicolò Castagna e poi la famiglia Pollicino. Il feudo di Santa Maria della Scala conobbe invece un periodo di spopolamento e di abbandono che, secondo le ipotesi degli storici, fu determinato da una serie di cause: la peste nera del 1347, l'annullamento, nel 1421, delle donazioni feudali ai monasteri in seguito all'entrata in vigore della Regia Costituzione di Alfonso V d'Aragona, e per ultime le incursioni dei pirati musulmani che a partire dalla metà del XV secolo depredarono le coste siciliane.

## Età Moderna

### La rinascita del Casale

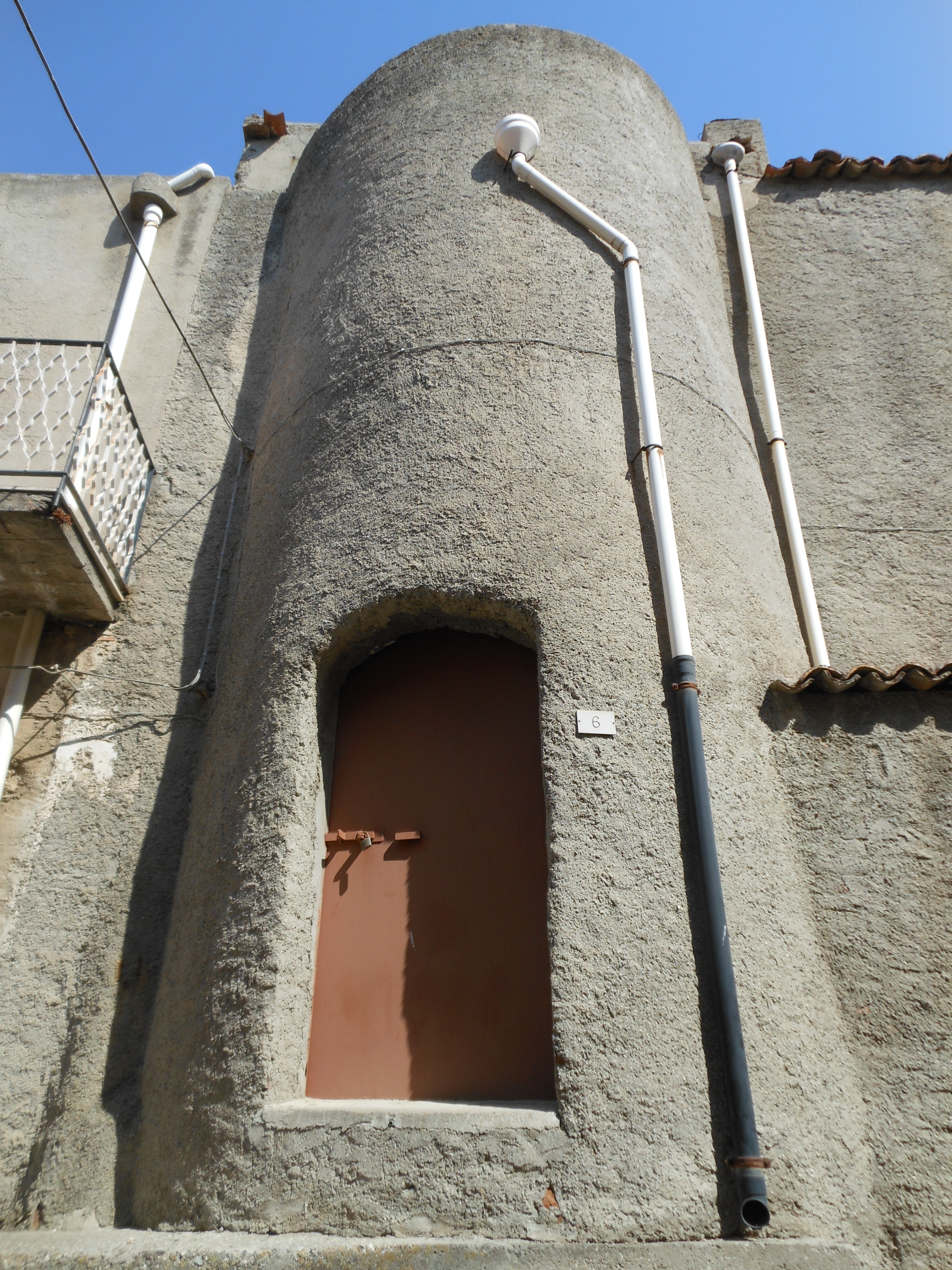
L’unica torre superstite del Castrum cinquecentesco si trova in vico Trieste, incorporata in abitazioni di epoche successive

All’inizio del XVI secolo il Casale del Conte si trovava in rovina. Frattanto era iniziato il periodo spagnolo della Sicilia. Nel 1516, infatti, con l'ascesa al trono di Carlo V l'isola fu incorporata alla corona di Castiglia.
Il 9 ottobre 1526 l'imperatore Carlo V emanò da Granada una Licentia populandi nella quale, accogliendo la richiesta inviatagli dalle monache del monastero di Santa Maria della Scala, si autorizzava la riedificazione e il ripopolamento dell'antico Casale nel feudo Scala. Al fine di proteggere i nuovi abitanti soprattutto dalle azioni dei pirati turchi, la licenza prevedeva anche la costruzione di opere difensive, ovvero di un Castrum o di una torre, e concedeva alle monache la possibilità di tassare a propria discrezione la popolazione del feudo.
L'aspettativa di poter migliorare le proprie condizioni di vita favorì l'immigrazione di persone indigenti provenienti dal circondario che stabilendosi nella rinnovata realtà crearono in breve tempo una comunità dotata di propria identità. La rinascita del Casale rappresentò, difatti, l'origine dell'odierna città il cui sopradescritto nucleo cinquecentesco si ingrandì e si sviluppò nel corso dei secoli, chiamandosi dapprima Torre e poi Torregrotta. Parimenti, nella odierna contrada Maddalena, nacque e si sviluppò un insediamento rurale che fu un centro religioso dedito al culto di Santa Maria Maddalena ma anche un nucleo produttivo in cui si realizzavano laterizi.
Per gestire al meglio le attività agricole ed economiche, le suore affidarono l'amministrazione dell'intero feudo ad un procuratore laico (conduttor) che, al pari dei nobili feudatari, divenne una figura di notevole potere poiché era l'unico fiduciario e rappresentante del monastero. La carica fu ricoperta per la prima volta da un abitante di Maurojanni, Don Sebastiano Barnava, e successivamente dal figlio Francesco che subentrò nel ruolo alla morte del padre, avvenuta nel 1587.

### I Valdina

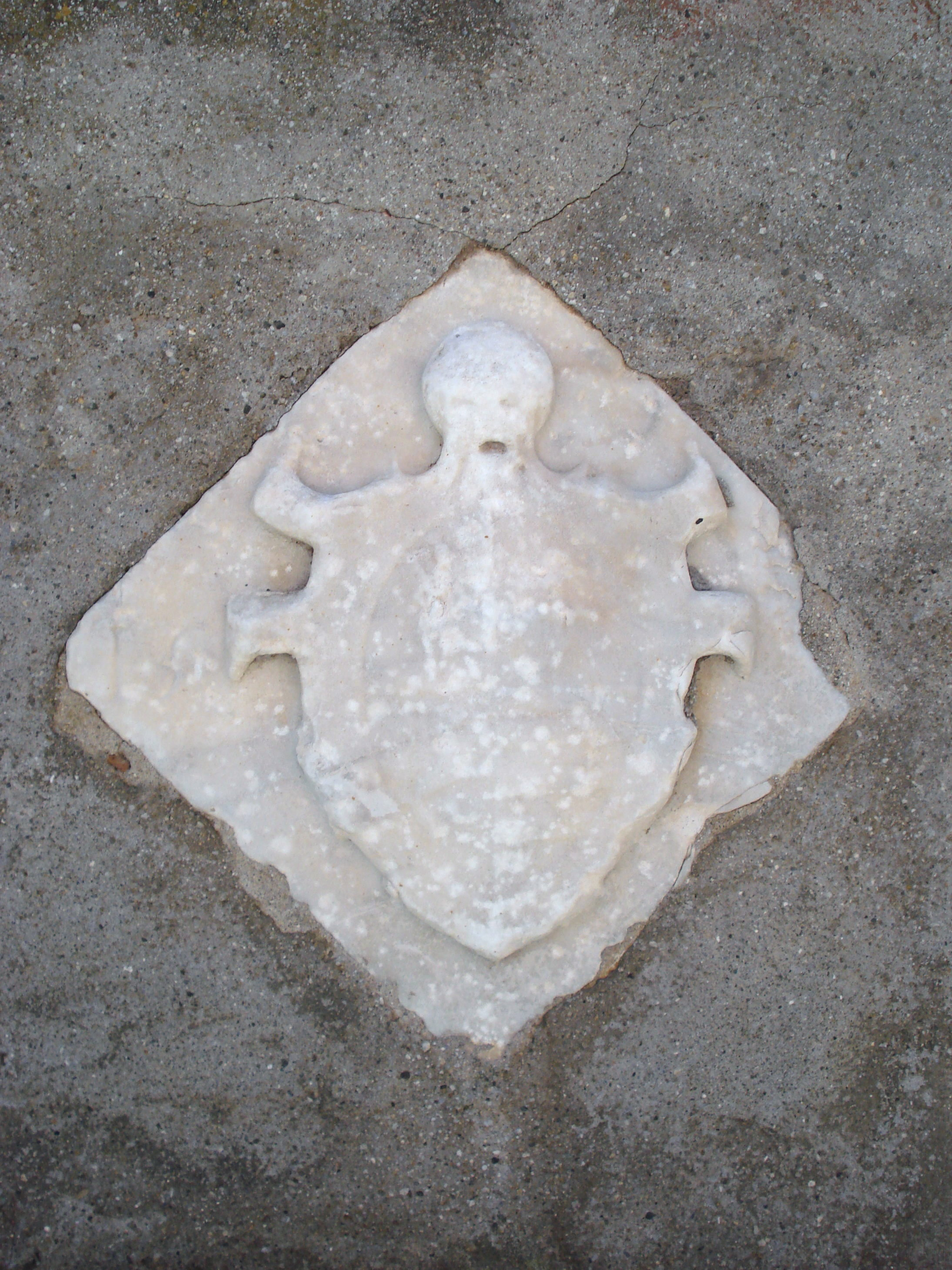
Stemma della famiglia Valdina del XVI secolo nel centro storico torrese

Gli interessi economici del Casale si intrecciarono saldamente con quelli della terra di Rocca che il 15 giugno 1509 fu acquistata dal nobile spagnolo Andrea Valdina. Grazie all'allevamento del baco da seta che si effettuava nel feudo di Santa Maria della Scala, i Valdina avviarono un fiorente e consistente commercio di prodotti serici.
La guida della famiglia Valdina, che ebbe grande influenza anche sul Casale, durò fino alla prima metà del 1700. Alla morte del capostipite Andrea, infatti, si sostituì, il 12 novembre 1578, Andrea Valdina Juniore che morì nel 1589. Gli successe prima il figlio Maurizio, morto all'età di soli 22 anni, e poi il secondogenito Pietro che nel 1623 modificò il feudo chiamandolo Roccavaldina poiché aveva ricevuto dal sovrano l'autorizzazione ad associargli il nome della propria dinastia. Gli fu inoltre conferito il titolo di Marchese e, nel 1642, quello di Principe del feudo di Maurojanni, divenuto nello stesso anno Principato di Valdina. Nel 1660 le redini dei possedimenti passarono al nipote di Pietro, Giovanni Valdina Vignolo, che morì senza lasciare eredi nel 1692. Segui un periodo di contrasti interni alla famiglia che terminò nel 1703 con la nomina ad erede del cugino Francesco Valdina. Quest'ultimo vendette al Duca di Giampilieri, Giuseppe Papè, il titolo di Principe di Valdina dando iniziò alla decadenza del Casato che culminò nel 1764 quando il figlio, Giovanni Valdina Vhart, dovette vendere tutti i titoli nobiliari. I successivi proprietari furono, nell'ordine, le famiglie Martino, Atanasio, De Spucches e infine Nastasi, tutte espressioni della borghesia ai quali i Valdina si erano apparentati dopo il declino.

### La dissoluzione dei feudi
Il feudo di Santa Maria della Scala continuò a essere amministrato da procuratori non subendo particolari sussulti fino al 1743, quando un'epidemia di peste sconvolse anche Roccavaldina e tutti i feudi circostanti. Pochi anni prima, il Regno di Sicilia era stato conquistato da Carlo di Borbone, posteriormente alle brevi parentesi di dominio piemontese e austriaco avvenute tra il 1713 e il 1734. I Borbone cercarono a più riprese di accaparrarsi e poi rivendere il patrimonio ecclesiastico attraverso enfiteusi. Diversi tentativi di confische e alienazioni, che riguardarono anche il feudo Scala, avvennero a partire dal 1792 e fino al 1815 ma quasi tutte furono fallimentari.
Nel 1812, sotto la spinta di una parte della nobiltà, il re Ferdinando IV fu costretto a concedere una Costituzione che cambiò l'assetto burocratico del regno e abolì i privilegi feudali e quindi i feudi. Con l'ulteriore rimaneggiamento amministrativo del 1816 l'ex feudo di Roccavaldina fu tramutato definitivamente in Comune inglobando anche l'ex feudo di Santa Maria della Scala; il Casale, che già dai primi anni dell'Ottocento veniva chiamato Torre, divenne sottocomune di Rocca assumendo il definitivo toponimo Torregrotta verso la metà del secolo. La gran parte dei beni immobili continuarono comunque ad essere proprietà del monastero messinese, sebbene soggetti alla giurisdizione comunale.

## Età Contemporanea

### La questione religiosa torrese

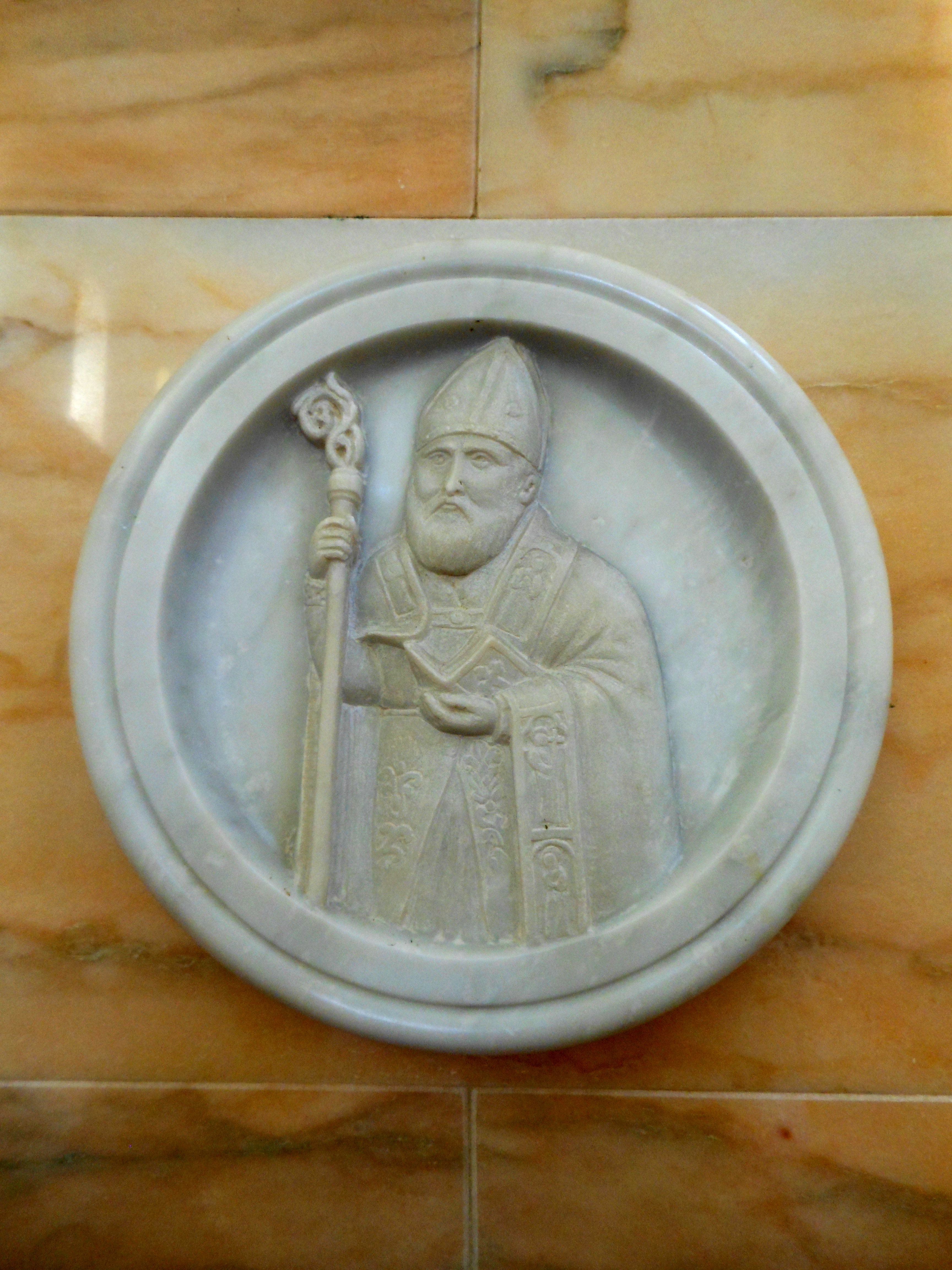
Bassorilievo raffigurante San Paolino. Particolare dell’altare nella omonima chiesa di Torregrotta

Per quanto nelle epoche precedenti non siano mai state documentate rivalità tra le due comunità, nel corso dell’ottocento gli abitanti del sottocomune iniziarono a mal sopportare di dover essere subordinati a Roccavaldina percepita come una realtà estranea e distaccata da quella torrese. Il malcontento fu latente fino alla metà del secolo quando il desiderio di maggiore autonomia si manifestò in istanze di carattere religioso. I torresi dovevano patire il disagio - se rapportato ai mezzi di trasporto dell'epoca - di recarsi nella chiesa madre della lontana Roccavaldina per poter ricevere i sacramenti poiché la chiesa di Maria SS. della Pietà, presente a Torre e dipendente dal clero roccese, fu relegata al ruolo di edificio rurale in cui poteva essere officiata soltanto la celebrazione eucaristica. Incalzato dalle insistenti richieste dei torresi, il Real Governo borbonico fu costretto ad autorizzare l'innalzamento a sacramentale della chiesa di Torre ma solo per i sacramenti di urgenza (battesimo ed estrema unzione) mentre la popolazione, insieme ai limitrofi villaggi di Cardà, Casino (odierna Monforte Marina) e del borgo del Benefizio, dovette farsi carico delle spese necessarie al mantenimento dell'istituzione. Il 12 ottobre 1852 l'arcivescovo di Messina, monsignor Francesco Di Paola, firmò l'atto formale di elevazione modificando anche il titolare della chiesa e dedicandola a San Paolino Vescovo.
Tuttavia la religiosità dei Torresi risultava ancora sottomessa alle rigide imposizioni del clero roccese che limitando l'operato del primo sacerdote assegnato alla chiesa sacramentale, don Giuseppe Ordile, innescò una serie di contrasti e polemiche con quest'ultimo. Motivo scatenante fu il tentativo di celebrare a Torregrotta due matrimoni, immediatamente bloccato dal vicario foraneo di Roccavaldina, ma anche la regola scritta che prescriveva ai Torresi di festeggiare la Pasqua nella chiesa principale di Rocca.
L'alterco religioso che si era acceso divenne apertamente ostile nel dicembre del 1865 mentre era cappellano di Torregrotta don Giuseppe Scibilia. Quest'ultimo, facendosi interprete del sentimento comune, aveva assunto una condotta autonomistica, ricevendo l'ammonimento del Vicario Capitolare dell'Arcidiocesi di Messina e forti critiche da parte dei sacerdoti roccesi:
(Estratto dalla lettera datata 27 gennaio 1866 inviata dai parroci roccesi al Vicario Capitolare)
È tesi storicamente accertata che ad alimentare le polemiche e l'oppressione da parte dei curati roccesi fu proprio il timore di un'emancipazione dei torresi piuttosto che una convinta intransigenza religiosa. Sebbene nel concreto la condizione della chiesa di Torregrotta rimase immutata, l'intera vicenda fortificò il desiderio autonomistico e la devozione dei torresi attorno al tempio di San Paolino Vescovo.

### La borghesia torrese e il rinnovamento agricolo del XIX secolo
Durante l'ottocento Torregrotta conobbe un periodo di graduale crescita demografica ed espansione edilizia determinate da movimenti migratori che sin da inizio secolo avevano interessato tutto il territorio dell'ex feudo Scala. I nuovi residenti, provenienti sia dal circondario sia da altre zone della Sicilia, contribuirono al rinnovamento economico avviando diverse attività imprenditoriali che stimolarono la costruzione di vitali infrastrutture: nel 1817 la pavimentazione dell'intera via Maddalena (oggi non più esistente), nel 1833 la costruzione dell'acquedotto che dalla contrada Maddalena terminava a Torre e nel 1840 le opere di contenimento idraulico del torrente Bagheria che nel corso dell'anno precedente aveva causato una disastrosa alluvione allagando tutti terreni della contrada Grotta.
I decenni successivi all'Unità d'Italia, dopo che la spedizione dei Mille del 1860 aveva posto fine al periodo Borbonico, furono caratterizzati da un significativo mutamento della società torrese. Determinante fu la legge n. 743, approvata dal neonato Parlamento Italiano il 10 agosto 1862, che imponeva la confisca dei terreni e degli immobili ecclesiastici in Sicilia e la successiva alienazione tramite aste pubbliche.
Anche le proprietà terriere del Monastero di Santa Maria della Scala nell'omonimo ex feudo subirono lo stesso trattamento: dopo la confisca furono suddivise in trenta lotti che vennero alienati un po' alla volta fino al 21 gennaio 1867 quando furono venduti al pubblico incanto gli ultimi otto appezzamenti.
Il criterio di vendita delle aste pubbliche favorì le famiglie benestanti che, riuscendo ad aggiudicarsi le grandi estensioni di terra dell'ex feudo Scala, formarono una ristretta e influente classe borghese.
I nuovi proprietari terrieri riorganizzarono in breve tempo le attività agricole avviando lo sfruttamento intensivo delle campagne e bonificando le aree acquitrinose adiacenti alla costa. 
Nel rinnovato quadro economico, la condizione dei contadini e della classe operaia rimase ancora disagiata favorendo il diffondersi delle nuove idee socialiste grazie all'opera di propaganda del giovane avvocato torrese Salvatore Visalli. Lo stesso, nel 1892, fondò a Torregrotta un fascio dei lavoratori aderente al movimento rivoluzionario dei Fasci siciliani che si impose nel panorama politico torrese malgrado le opposizioni della locale consorteria e del parroco dell'epoca. In seguito all'intervento repressivo del governo nazionale tutti i fasci siciliani vennero sciolti, compreso quello torrese, nel 1894.
Nello stesso anno si verificò il forte terremoto della Calabria meridionale, avvenuto nel pomeriggio del 16 novembre, che tuttavia non arrestò il fermento economico di fine secolo poiché i danni a Torregrotta furono limitati soltanto agli edifici più vecchi.

### I contrasti con Roccavaldina e laguerra delle sepolture

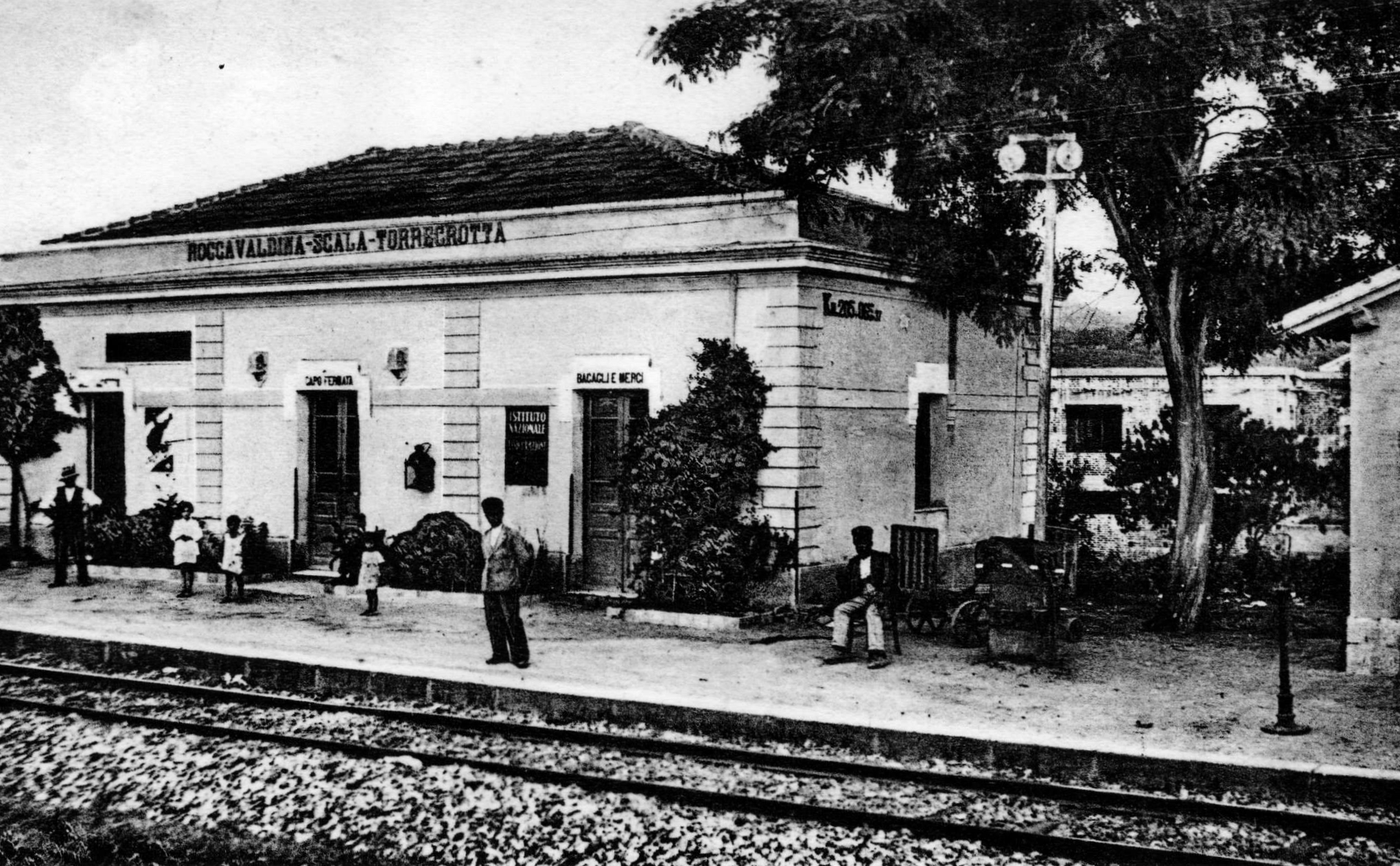
L'antica stazione di Torregrotta nel 1912

Agli inizi del novecento, nonostante i danni causati dal forte terremoto di Messina del 1908, Torregrotta aveva economicamente sopravanzato Roccavaldina, divenendo il centro comunale delle attività produttive, anche grazie alla costruzione della ferrovia Palermo-Messina e della locale stazione ferroviaria. 
La classe borghese torrese, composta dai pochi grandi proprietari terrieri, cercò di rafforzare la propria egemonia in seno alla comunità locale sfruttando sia il consistente potere economico sia l'insofferenza dei torresi nei confronti di Roccavaldina. L'oppressione religiosa attuata dal clero roccese aveva infatti accresciuto il desiderio popolare che mirava alla autonomia di Torregrotta per ristabilire la separazione delle due realtà antecedente la riforma amministrativa dei Borbone. I malumori covati per lungo tempo trovarono sfogo durante la prima guerra mondiale quando le ristrettezze economiche, la mancanza di generi di prima necessità e la carenza di servizi e infrastrutture spinsero la borghesia ad avviare le manovre di affrancamento da Roccavaldina e di conquista del potere politico e gestionale del territorio. Difatti, nel 1917 si verificò un tentativo di tumulto dei torresi per protestare contro la ripartizione dei beni di prima necessità tra Roccavaldina e Torregrotta poiché ritenuta iniqua. Inoltre, fu istituito il Comitato Torrese di Assistenza Civile che, sebbene avesse come scopo quello di aiutare le famiglie dei richiamati nella prima guerra mondiale, si trasformò in un «movimento di lotta politica e di antagonismo alla gestione amministrativa comunale di Roccavaldina».
Nel 1920 Torregrotta superò Roccavaldina anche per numero di abitanti e nel 1921 fu ottenuta l'elevazione a parrocchia della chiesa di San Paolino. Raggiunta l'indipendenza dai curati roccesi, il clima di tensione tra le due comunità sfociò infine in contesa e lotta popolare passata alla storia come guerra delle sepolture. I torresi non sopportavano di dover seppellire i propri morti nel distante cimitero di Roccavaldina, dovendosi sobbarcare anche le spese per il trasporto. Iniziarono quindi a riesumare furtivamente i cadaveri e a trasferirli durante la notte a Torregrotta, scatenando la reazione dei roccesi. Furono quindi istituite delle ronde notturne di torresi per impedire che le salme venissero nuovamente spostate, sfiorando in più di un'occasione la colluttazione con i roccesi. Nel contempo, nel gennaio 1922, fu deciso di avviare due raccolte fondi tra tutti i torresi che servirono alla costruzione di uno steccato da adibire a cimitero e alla fine delle scorrerie tra le opposte fazioni.

### L'autonomia amministrativa

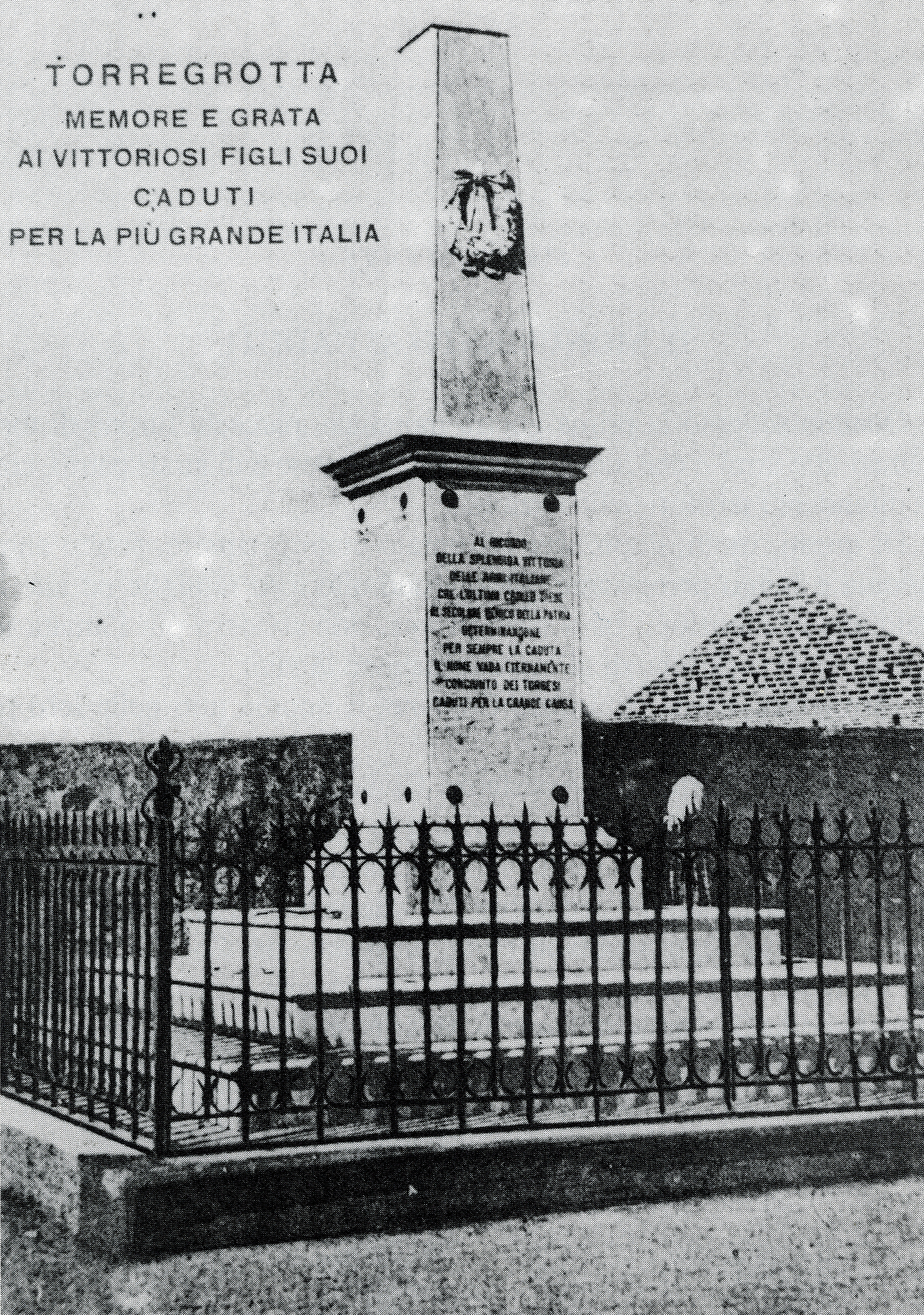
Il monumento ai caduti in una cartolina del 1923

A partire dal 3 agosto 1917, con le dimissioni del sindaco roccese Nicolò Anastasi Foca, si era aperto un periodo di crisi politico-amministrativa del governo comunale di Roccavadina, con l'alternanza di diversi commissari prefettizi fino al 1926. Approfittando della situazione, l'ingegnere Pietro Mezzasalma, che guidò la rappresentanza delle famiglie borghesi e fu il principale artefice dell'autonomia di Torregrotta, ottenne l'appoggio di varie personalità politiche nella causa autonomista torrese. 
Tra il 1920 e il 1922 furono presentati alla Camera Regia diversi progetti di legge per l'autonomia di Torregrotta ma furono tutti deferiti senza esito all'esame della commissioneaffari interni.
L'autonomia di Torregrotta giunse il 21 ottobre 1923 quando il Re d’Italia, Vittorio Emanuele III, su proposta del Presidente del Consiglio dei Ministri dell'epoca, decise di decretare la costituzione di Torregrotta in Comune autonomo con il Regio Decreto n.2333. Negli anni seguenti, con un lungo iter burocratico, si procedette alla definizione dei confini divisori e alla separazione dei beni con Roccavaldina. I rappresentanti di Torregrotta e il commissario prefettizio di Roccavaldina firmarono, il 17 giugno 1926, la mappa predisposta dall'ufficio del Genio Civile di Messina che, ufficialmente approvata dal Re d'Italia con il Regio Decreto n. 2142 del 25 novembre 1926, attribuiva l'area di territorio spettante a ciascun comune in base al numero di abitanti al censimento del 1921. I torresi però, chiedendo un equo risarcimento, denunciarono irregolarità nella stima della popolazione evidenziando un'anomalia tra il rilevamento del 1920 e quello del 1921 in cui risultava un vistoso aumento degli abitanti roccesi:
(Estratto dal fascicolo “Pel frazionamento dell’antico comune di Roccavaldina nei due nuovi comuni di Roccavaldina e Torregrotta”, 10/05/1924)
In tal modo il territorio assegnato a Torregrotta risultò essere più piccolo di circa 1 km² rispetto a quello che sarebbe spettato di diritto. Nel frattempo, nel 1926, fu nominato il primo podestà e la macchina amministrativa comunale iniziò ad operare. Tuttavia lo scorporo del catasto tra Torregrotta e Roccavaldina fu realizzato soltanto il 20 aprile 1932 mentre per ottenere la completa divisione dei beni, diritti ed obblighi tra i due comuni si dovette attendere il 3 luglio 1936.

### Il ventennio fascista e la seconda guerra mondiale

Attività ginniche degli studenti per il sabato fascista a Torregrotta (via XXI ottobre) nel 1938

Il regime fascista soffocò le libertà di opinione e manifestazione. Il governo comunale, espressione della borghesia terriera, dovette fare i conti con la scarsità di risorse finanziarie che non permise la realizzazione di opere importanti.
Nel corso della seconda guerra mondiale Torregrotta fu risparmiata da bombardamenti e nonostante le difficoltà si riuscì a terminare la costruzione della nuova chiesa di San Paolino che fu inaugurata il 29 giugno 1943.
L’economia torrese fu gravemente danneggiata dalla più generale crisi di quegli anni. Solo le attività agricole proseguirono mentre i settori dell’artigianato e dell’industria furono inattivi. In effetti, terminata la guerra, si manifestò anche a Torregrotta il più ampio fenomeno meridionale dell’emigrazione verso il nord Italia e l’estero.
Nell’ottobre 1943 fu nominato Sindaco Gaetano Mezzasalma il quale intrattenne ottimi rapporti con l’amministrazione militare alleata dei territori occupati ma si dimise dopo soltanto un mese. Gli successe Giuseppe Saladino, nominato dal prefetto il 7 dicembre 1943, che ebbe il compito di avviare il percorso verso la ripresa economica e sociale di Torregrotta.

### Dal secondo dopoguerra agli anni novanta
Nell’ottobre del 1946 si tennero le prime elezioni democratiche per eleggere il consiglio Comunale che raccolse rappresentanti provenienti da tutti i ceti sociali poiché non vi era ancora un assetto politico ben delineato in partiti e schieramenti. Il civico consesso elesse sindaco Giuseppe Saladino, personalità contigua alle famiglie borghesi torresi appartenenti alla cerchia dei grandi proprietari terrieri, poi riconfermato nelle competizione elettorale del maggio 1952.

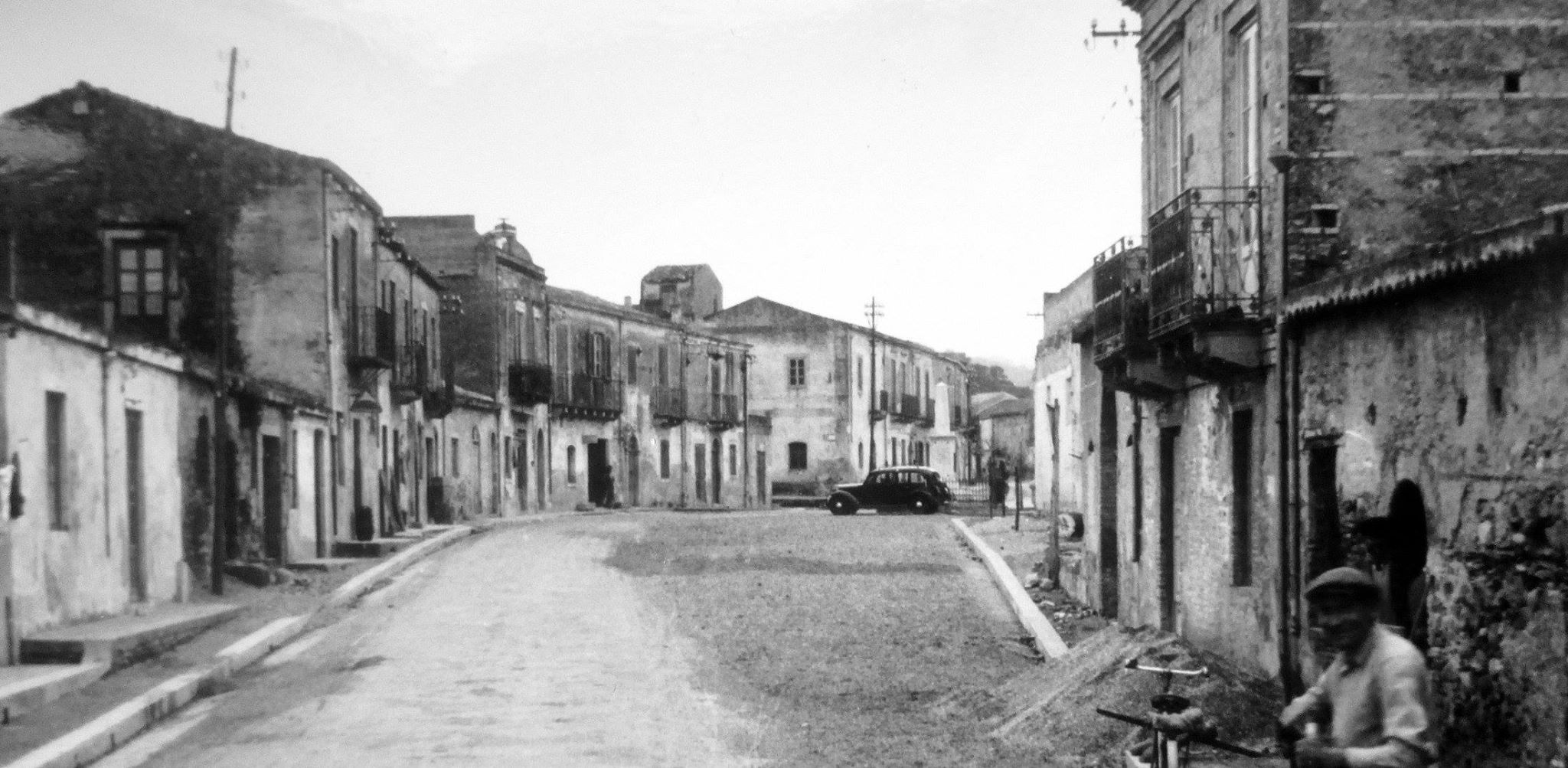
La via XXI ottobre nel 1955 durante i lavori di ampliamento in cui fu demolito il Riposto della Torre

La ripresa dell’economia torrese, unito all'evoluzione del vicino polo industriale del Mela, iniziò ad attrarre nuovi residenti provenienti dai borghi collinari dei Peloritani avviando l’espansione urbana della città. Inoltre fece emergere nuove categorie sociali le quali produssero un acceso dibattito cittadino improntato all’unità della città e alla discontinuità con il recente passato dominato dalla borghesia terriera e per questo considerato “aristocratico”. Espressione di questo cambiamento fu Giovanni Tripoli, eletto sindaco dal 1956 al 1964, quando fu colto da un improvviso malore e morì generando grande commozione in tutta la popolazione torrese. 
Dopo la breve parantesi della sindacatura di Anna Scalia, che fu dichiarata ineleggibile dal tribunale di Messina, nelle elezioni comunali del novembre 1968 prevalse l’alleanza di centrosinistra tra la Democrazia Cristiana e il Partito Socialista Unficato suggellata dal così detto “patto di ferro e di onore” tra il democristiano Domenico Magliarditi, nel ruolo di sindaco, e il socialista Pietro Gangemi, nel ruolo di vicensindaco. Fu una intesa politica ma soprattutto personale che nel bene e nel male guidò l’amministrazione della città per circa sedici anni.
Il progressivo aumento demografico e l'emergere di nuove necessità, implicarono necessariamente l'adeguamento di diverse infrastrutture, tra cui fognature, acquedotto, scuole e strade.
Nel 1974 venne approvato dalla Regione Siciliana il programma di fabbricazione il cui iter era stato avviato nel 1969; questo, modificato nel corso del tempo da diverse varianti, guidò lo sviluppo urbanistico della città che tra le opere pubbliche più rilevanti ha visto la realizzazione del campo di calcio “P. Gangemi”, la costruzione di nuovi spazi pubblici e l’edificazione della chiesa di Santa Maria della Scala.

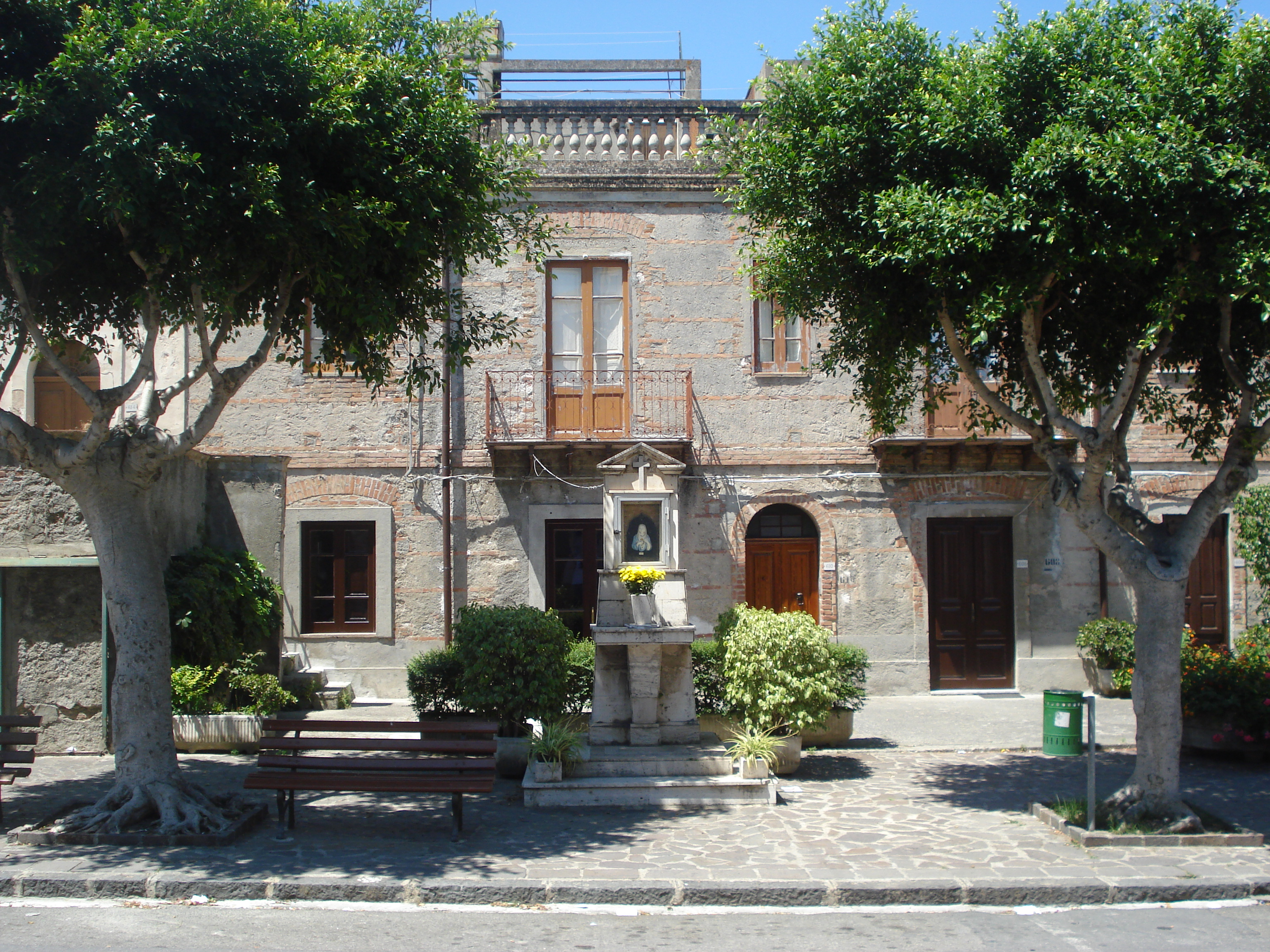
Scorcio del centro storico: la teca della Madonna delle Lacrime

Il 10 dicembre 1992, dopo anni di conflittualità interne alla DC e di indebolimento della storica alleanza con il PSI, il sindaco Magliarditi rassegnò le dimissioni e il consiglio comunale fu sciolto.
(Vincenzo Coco, Il Consiglio Comunale di Torregrotta dall’autonomia ai nostri giorni, p. 109)
Le stragi mafiose del 1992-1993 e le inchieste di mani pulite, che portarono al crollo della Prima Repubblica e allo scioglimento di partiti storici, incisero sull’opinione pubblica nelle elezioni comunali del 21 novembre 1993. 
Iniziò una nuova stagione politica in cui, seguendo l’andamento della politica nazionale, anche a Torregrotta furono frequenti i cambi di partito e di idee che determinarono la creazione di improvvisati gruppi politici locali. Ciò fu favorito dall’introduzione dell’elezione diretta del Sindaco che produsse frequenti turbolenze tra Sindaco e Consiglio Comunale nelle amministrazioni torresi di fine secolo e inizio nuovo millennio.
Negli stessi anni novanta l’economia torrese mutò profondamente, caratterizzata dall’ascesa del terziario a discapito dell’industria e soprattutto dell’agricoltura.

### Il nuovo millennio

Il murale Ti dedico tutto, realizzato nel 2023 per il centenario dell'autonomia comunale

I conflitti tra Sindaco e Consiglio Comunale caratterizzarono le amministrazioni di inizio XXI secolo, con frequenti commissariamenti del Comune. Nel contempo, si ebbe un ulteriore sviluppo urbano e diversi interventi di recupero degli spazi pubblici nel centro storico e in altre aree della città.
Negli anni duemila fu costruito il nuovo tratto a doppio binario della ferrovia Palermo-Messina con l’apertura della nuova stazione di Torregrotta il 23 novembre 2009, mentre il 16 marzo 2020, a conclusione di un iter pluridecennale causato delle vicende amministrative, fu approvato il nuovo piano regolatore generale, lo strumento di pianificazione urbanistica del territorio torrese.
Tra gli anni 2010 e 2020 si assistette ad interventi di rilievo nel campo delle strutture scolastiche e degli impianti sportivi e si raggiunse un complessivo assestamento demografico, che segnò la fine di quel progressivo aumento che aveva interessato la città dal secondo dopoguerra.